# Gustavsberg
Gustavsberg è una città della Svezia, capoluogo del comune di Värmdö, nella contea di Stoccolma; è inclusa nell'area urbana della città di Stoccolma. La città è conosciuta nel mondo per la sua fabbrica di porcellana.

## Posizione geografica
Gustavsberg si trova a ovest di Stoccolma, da cui dista 23 km. Dalla stessa capitale, il tempo di viaggio è stimato a 21-25 minuti.
La località è situata in un arcipelago, ed è un centro residenziale.

## Storia
Fondata intorno all'anno 1000 con il nome Farsta, assunse la sua attuale denominazione nel 1640, perché Gabriel Oxenstierna, fratello del politico Axel, e proprietario del castello sito nella località, volle intitolare la città in onore al padre Gustaf, e quindi fu rinominata Gustavsberg, cioè città di Gustaf.
Nel 1902 fu edificata la prima parrocchia e si staccò amministrativamente da Värmdö.
Comune fino al 1974, quando venne accorpata al comune di Värmdö.

## Economia e Trasporti
Dal 1825, a Gustavsberg è presente un'importante fabbrica di porcellana, esportata in varie parti del mondo, e costituisce l'attività industriale principale della città. Per questo infatti è anche sede di un Museo della Porcellana.
Vi si trovano anche altri stabilimenti dove si producono altri tipi di ceramiche.
Durante il periodo estivo è anche un importante centro turistico, e molte sono le strutture alberghiere e della ristorazione.

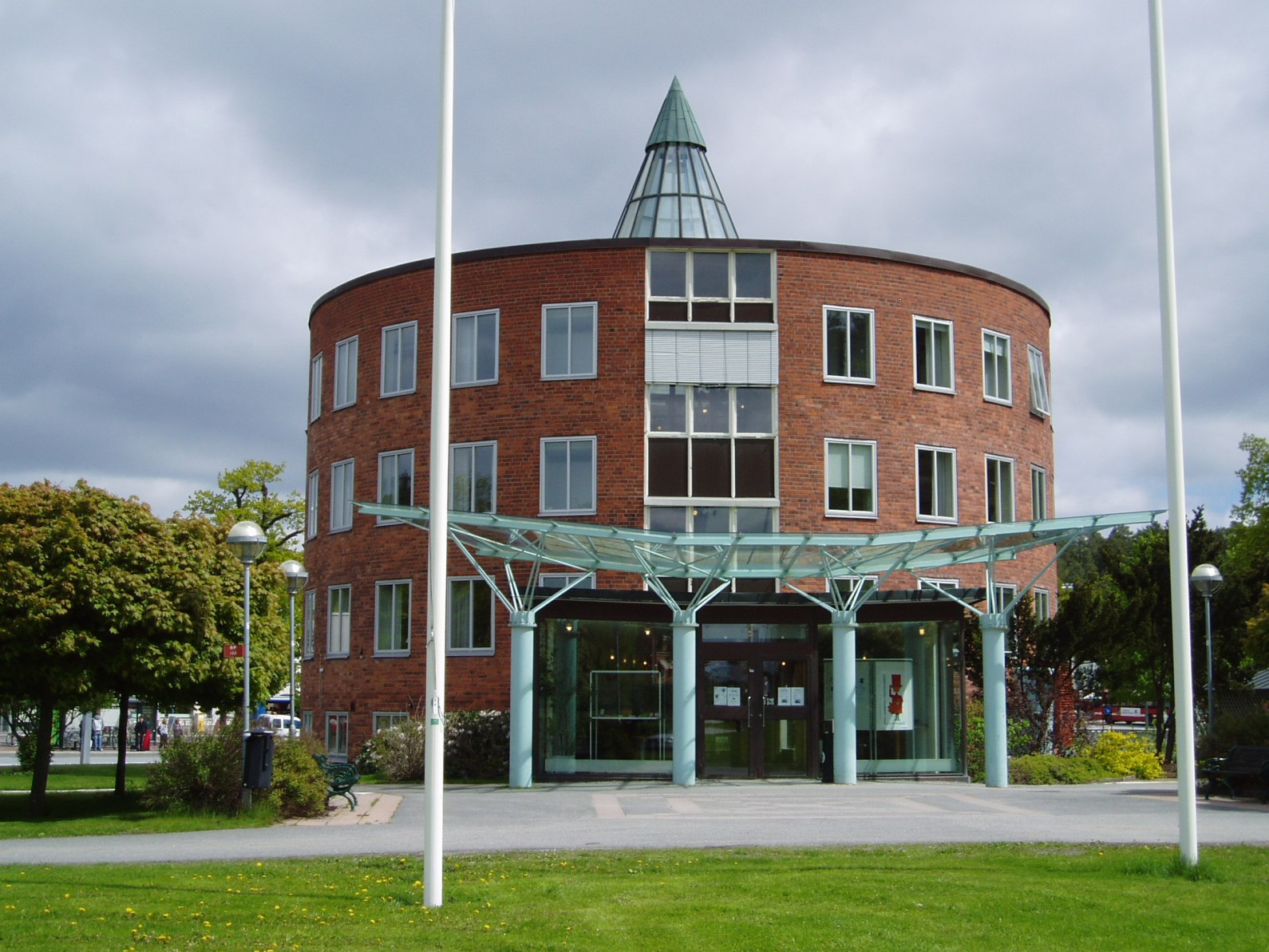
Runda huset.

Nella città si trova un porto ed è servita da linee di trasporto pubblico in autobus, con partenza da Slussen, e da una strada provinciale e da un'autostrada.

## Architettura
Gustavsberg è un importante centro nazionale dell'arte e del design, e sono infatti molti gli stilisti e gli artisti che lavorano nella città.
Vi si trova un edificio, la Runda huset, cioè casa circolare, costruito nel 1950, come sede del municipio, attualmente ospita la biblioteca comunale.